# Deutsche Reichspartei (1950)

Parteifahne der DRP (vereinfacht)

Die Deutsche Reichspartei (DRP), eigene Schreibweise Deutsche Reichs-Partei, war eine bundesdeutsche rechtsextreme Partei, die zwischen 1950 und 1965 bestand. Parteiprogrammatisch orientierte sich die DRP vor allem am extremen, nationalistischen Flügel des Weimarer Konservatismus, den etwa die Deutschnationale Volkspartei vertreten hatte, und war zeitweise in Landesparlamenten vertreten (Niedersachsen, Bremen, Rheinland-Pfalz).

## Geschichte
Die Deutsche Reichspartei ging Anfang 1950 aus einer Zusammenlegung der niedersächsischen Deutschen Rechtspartei, eines Landesverbandes der Deutschen Konservativen Partei – Deutsche Rechtspartei (DKP-DRP), mit der nur in Hessen aktiven Nationaldemokratischen Partei (NDP) hervor. Die Vereinigung beider Gruppierungen fand in Kassel statt. Bis 1953 war die DRP im Bundestag vertreten, da sich ihr ein Teil der Abgeordneten der Deutschen Rechtspartei angeschlossen hatten, darunter der spätere DRP- und NPD-Vorsitzende Adolf von Thadden und vorübergehend auch der NDP-Abgeordnete Heinrich Leuchtgens.
1951 und 1955 wurde die DRP in den Landtag von Niedersachsen gewählt.
1953 bestand zeitweise die Absicht eines Parteiverbotsverfahrens, welches jedoch nicht eingeleitet wurde. Dagegen war die radikalere Sozialistische Reichspartei (SRP) 1952 verboten worden. Bei der Landtagswahl in Rheinland-Pfalz 1959 gelang der DRP der Sprung über die 5-Prozent-Sperrklausel (5,1 %). In den Landtag entsandte sie nur einen Abgeordneten. Die beiden DRP-Mitglieder Arnold Strunk und Paul Schönen schmierten am Heiligabend 1959 antisemitische Parolen an die kurz zuvor neu eingeweihte Synagoge Köln (siehe Schändung der Synagoge in Köln). Die Tat fand im Bundesgebiet zahlreiche Nachahmer und befeuerte Verbotsforderungen. Der DRP-Landesverband Rheinland-Pfalz wurde 1960 als Nachfolgeorganisation der SRP verboten.
Bei Wahlen blieb die DRP ohne dauerhafte Erfolge und verlor in der Zeit ihres Bestehens an Bedeutung. Im November 1964 bildete sie zusammen mit Teilen der Gesamtdeutschen Partei (GDP), der 1962 von Heinrich Fassbender gegründeten DNVP und der DP Bremen in Hannover die NPD. Als sich 1965 die NPD bei Wahlen als erfolgreicher als zuvor die DRP erwies, löste sich die DRP auf.

## Führungspersonen
Die Gründung wurde maßgeblich durch Alexander Andrae, Oskar Lutz, Hans-Bernhard von Grünberg, Wilhelm Meinberg, Otto Hess, Hans Schikora, Heinrich Kunstmann und Adolf von Thadden betrieben. Viele der Gründer waren bereits vor 1933 Mitglieder der NSDAP gewesen. Weitere bekannte Mitglieder der Partei waren der ehemalige SS-Sturmbannführer Erich Kernmayr, der nationalsozialistische Jurist Friedrich Grimm, der Schriftsteller Hans Grimm (Volk ohne Raum), der Luftwaffenoberst a. D. Hans-Ulrich Rudel, der für die Partei im Bundestagswahlkampf 1953 als Spitzenkandidat antrat, und der Verleger Karl Waldemar Schütz. Die DRP verstand sich als Sammlungsbewegung für ehemalige NSDAP-Mitglieder und Interessenvertretung ehemaliger Angehöriger der Wehrmacht.

## Programmatik
Die DRP forderte, ihrem Namen entsprechend, die Wiederherstellung des 1867/1871 von Otto von Bismarck gegründeten Deutschen Reiches. Eine Teilung Deutschlands lehnte sie ab. Ein wiedervereintes Deutschland sollte laut DRP neben den vier Besatzungszonen bzw. Bundesrepublik, SBZ/DDR und Berlin, auch die ehemaligen deutschen Ostgebiete umfassen und frei von „fremder Besatzung“ sein. Die Wiederherstellung des Deutschen Reiches in den  Mindestgrenzen von 1937 war der wichtigste Programmpunkt der DRP.
Daneben setzte sich die DRP stark für die Belange der deutschen Landwirtschaft ein, in welcher ein großer Teil der DRP-Wähler beschäftigt war. Insbesondere in Niedersachsen und Rheinland-Pfalz hatte die DRP ihre Schwerpunkte in ländlich-evangelischen Gegenden.
Wichtig war der DRP neben der Fixierung auf das untergegangene Reich auch der Antikommunismus. Außerdem setzte man sich gegen die Aufarbeitung der NS-Vergangenheit ein.
Des Weiteren wurde eine „geschlossene Blut- und Schicksalsgemeinschaft der Deutschen“ und die Schaffung eines „völkisch homogenen“ Reichs propagiert und von der „Auschwitzlüge“ gesprochen. Auch antisemitische Einstellungen waren unter den Mitgliedern verbreitet.
Die DRP sah die Aufgabe der Frau in der Mutterrolle und lehnte nicht nur eine volle Gleichberechtigung der Frau ab, sondern wollte z. B. die Berufstätigkeit von Frauen nur auf Notfälle beschränkt wissen.

## Parteizeitungen
Das publizistische Organ (Mitgliederzeitung) der DRP war der Reichsruf.

## Wahlergebnisse
- Bundestagswahlen

Bundestagswahl 1953: 295.739 Stimmen (Zweitstimme), 1,1 %
Die DRP war nur in 6 von 9 Bundesländern angetreten.
Bundestagswahl 1957: 308.564 Stimmen (Zweitstimme), 1,0 % (−0,1)
Bundestagswahl 1961: 262.977 Stimmen (Zweitstimme), 0,8 % (−0,2)
- Landtagswahlen

Bayern
1958: 56.864 Stimmen, 0,6 %
Bremen
1959: 14.689 Stimmen, 3,8 %
1963: Listenverbindung mit der Deutschen Partei (DP), 5,1 % (4 Sitze)
Hamburg
1953: 7.466 Stimmen, 0,7 %
1957: 4.109 Stimmen, 0,4 % (−0,3)
1961: 9.045 Stimmen, 0,9 % (+0,5)
Hessen
1950: 1.989 Stimmen, 0,1 %
1958: 16.178 Stimmen, 0,6 %
Niedersachsen (siehe DRP Niedersachsen)
1951: 74.017 Stimmen, 2,2 % (3 Sitze)
1955: 126.692 Stimmen, 3,8 % (+1,6) (6 Sitze)
1959: 122.062 Stimmen, 3,6 % (−0,2)
1963: 52.785 Stimmen, 1,5 % (−2,1)
Nordrhein-Westfalen
1950: 107.104 Stimmen, 1,7 %
1958: 43.299 Stimmen, 0,5 %
Rheinland-Pfalz (siehe DRP Rheinland-Pfalz)
1951: 7.185 Stimmen, 0,5 %
1959: 87.349 Stimmen, 5,1 % (1 Sitz)
1963: 56.155 Stimmen, 3,2 % (−1,9)
Saarland
1960: 3.325 Stimmen, 0,6 %
Schleswig-Holstein
1950: 37.115 Stimmen, 2,8 %
1954: 17.318 Stimmen, 1,5 % (−1,3)
1958: 12.950 Stimmen, 1,1 % (−0,4)
In Baden-Württemberg und West-Berlin trat die DRP nicht zu Landtagswahlen an.